# آیترون
آیترون (انگلیسی: Itron) شرکت فناوری اطلاعات آمریکایی است، که در سال ۱۹۷۷ تأسیس شد.